# Clathria lizardensis
Clathria lizardensis är en svampdjursart som beskrevs av Hooper 1996. Clathria lizardensis ingår i släktet Clathria och familjen Microcionidae. Inga underarter finns listade i Catalogue of Life.